# Kruno Cipci
Kruno Cipci, slovenski dirigent in skladatelj hrvaškega rodu, * 16. februar 1930, Split, Hrvaška, † 17. april 2002, Ljubljana.

## Življenje
Kompozicijo je študiral v Zagrebu. Od leta 1959 je bil zaposlen sprva na radiu in nato kot televizijski urednik in dirigent Plesnega orkestra RTV Slovenija.
Je nečak dirigenta Jakova Cipcija.

## Delo
Najbolj znan je kot skladatelj komičnih oper. V svojih delih se je opiral na tradicijo italijanske opere buffe, ki pa jo je oživljal s sodobnejšimi kompozicijskimi sredstvi.
- Pepelka, otroška opera na besedilo Vladimirja Nazorja
- Doktor Petelin (1966) - prva slovenska televizijska opera
- Dundo Maroje /Boter Andraž/ (1972)
- Zgodbe iz Decamerona (1973)